# Серж Брамерц
Серж Брамерц (Ојпен, 17. фебруар 1962) јесте белгијски правник и универзитетски професор. Брамерц је бивши главни тужилац Међународног кривичног трибунала за бившу Југославију.

## Биографија
Некадашњи је професор права на Универзитету у Лијежу.
Брамерц је био заменик тужиоца сталног Међународног кривичног суда у Хагу од 2002. до 2007. Био је савезни тужилац у Белгији од 1997. до 2002. Припадник је мањине са немачког говорног подручја у источној Белгији.
11. јануара 2006. Кофи Анан га је именовао за шефа комисије за истрагу о атентату на бившег премијера Либана Рафика Харирија. Ту је заменио Детлева Мехлиса који је на тој дужности био до 2005.
Од 1. јануара 2008. Брамерц је на месту главног тужиоца Међународног кривичног трибунала за бившу Југославију заменио Карлу дел Понте.
Матерњи језик му је немачки, а поред њега говори холандски, француски и енглески.